# Kreisverkehr Schwäbisch Hall
Der Kreisverkehr Schwäbisch Hall (KVSH) ist ein Verkehrsverbund im baden-württembergischen Landkreis Schwäbisch Hall, gegründet zum 1. Januar 2000, um dort für einen einheitlichen ÖPNV-Tarif zu sorgen. Zu den Gesellschaftern des Verkehrsverbundes gehören der Landkreis Schwäbisch Hall (50 %) und die in der Region tätigen Verkehrsunternehmen, darunter DB Regio und Stadtbus Schwäbisch Hall GmbH. Im Jahre 2001 (in Klammern: neuere Daten ohne Jahresangabe) gab es 14,6 Mio. (17 Mio.) Fahrgäste. Rund 4.000 (20.000, ggf. mit Schülern) Kunden waren Besitzer einer Abo-Zeitkarte (darin sind die Schülertickets nicht enthalten); über 10.000 (12.000) nutzten die Rabattkarte RegioCard (seit 1. Januar 2007 Kolibricard), die auch einen bargeldlosen Fahrkartenkauf ermöglicht. Im Jahre 2001 wurden 12,5 Mio. (10 Mio.) Buskilometer bestellt, was in den beauftragten Busunternehmen etwa 250 (300) Vollzeit-Arbeitsplätze sicherte.
Das Gebiet des Verkehrsverbundes grenzt an das Land Bayern, an den Ostalbkreis, den Verkehrs- und Tarifverbund Stuttgart (VVS), den Heilbronner Verkehrsverbund, an die tariflich in den Verkehrsverbund Rhein-Neckar (VRN) integrierte Verkehrsgemeinschaft Main-Tauber und an den VRN.
Zum 15. Oktober 2004 wurde ein verbundweites Netz der RufBusse, die in rund 150 Orten telefonisch bestellt werden können, eingerichtet. Zum Verbundtarif können auch alle Regionalzüge und Nahverkehrs-Omnibusse im Verbundgebiet, einschließlich der im Takt fahrenden Buslinien, die sich vor allem auf den Stadtverkehr in Crailsheim, Gaildorf und Schwäbisch Hall und die Umgebung dieser Städte konzentrieren, genutzt werden. Das MetropolTicket der Metropolregion Stuttgart gilt seit seiner Einführung am 1. Januar 2012 auch im Verbundgebiet.
Der Verbund gehört zum Geltungsbereich des Metropoltickets Stuttgart.

## Verkehrsbetriebe im KVSH
- DB Regio
- Stadtbus Schwäbisch Hall GmbH

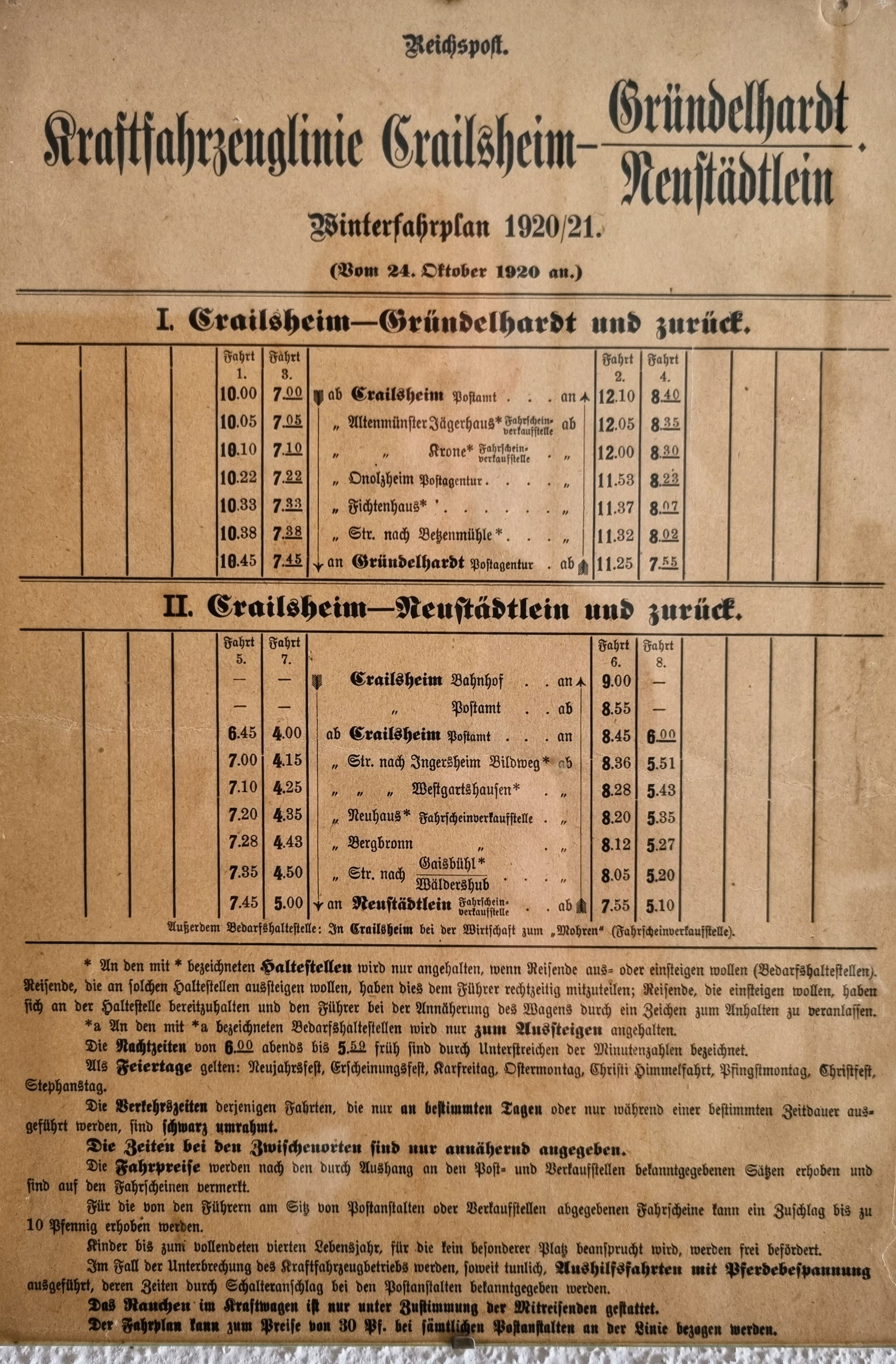
Winterfahrplan der Kraftfahrzeuglinie Crailsheim–Gründelhardt/Neustädtlein (1920/21).

- Friedrich Müller Omnibusunternehmen GmbH
- Röhler Touristik GmbH
- Reisedienst Marquardt GmbH
- Hofmann Omnibusverkehr GmbH
- Siegfried Hansmann Omnibusunternehmen
- Omnibus Schmieg GmbH
- StadtBus Crailsheim SBC